# Mariano Baino
Mariano Baino (Napoli, 11 ottobre 1953) è uno scrittore e poeta italiano.

## Biografia
Ha esordito con la raccolta Camera Iperbarica (1983), uscita presso le edizioni di “Tam Tam”, legate all'omonima rivista di Adriano Spatola. Il testo, direzionato verso la poesia visiva e concreta, può essere letto come una presa d'atto della crisi di rappresentatività del linguaggio. Nei primi anni '90 Bàino ha fondato, con Biagio Cepollaro e Lello Voce, la rivista “Baldus”, che ha animato un complesso dibattito su moderno e postmoderno, avanguardia e tradizione, e, più in generale, sul mutare delle strutture comunicative e sugli effetti di de-realizzazione nella società massmediale. Nella sua poesia si incontrano pluristilismo, apertura alle lingue straniere e ai dialetti, uso straniante della citazione e dei neologismi. Plurilinguismo, plurivocità e contaminazione sono temi alla cui discussione Bàino ha contribuito anche all'interno del “Gruppo 93”, di cui è stato fondatore, insieme con Marco Berisso, Piero Cademartori, Marcello Frixione, Paolo Gentiluomo, Tommaso Ottonieri, oltre ai già citati Cepollaro e Voce. Tali esperienze restano testimoniate, sul piano testuale, da due libri: Fax giallo (1993) e Ônne ‘e terra (1994), considerato da molti una pietra miliare della poesia neo-dialettale. Nelle opere poetiche più recenti il neoespressionismo dell'autore si fa più vicino al comico linguistico e al gioco combinatorio, mescolando i filoni letterari del nonsense e del mot-valise. Emblemi polisensi della scrittura, Le anatre di ghiaccio (2004) riuniscono aforismi e microracconti. La preoccupazione civile lì espressa diventa forma pienamente narrante ne L'uomo avanzato (2008), metafora dello spaesamento contemporaneo e de-scrittura del mito fondante della modernità costituito dal Robinson Crusoe di Defoe. La sua più recente opera letteraria si intitola Dal rumore bianco, un romanzo che ha tutte le caratteristiche di un giallo. Nel romanzo il protagonista è il giovane vicecommissario della questura di Napoli Ottone Ingravoglia, alle prese con l'alienazione di dover lavorare a “pezzi” d'indagine di cui quasi mai conosce lo scopo. In quest'opera l'autore dialoga con la tradizione alta della narrativa italiana e crea una lingua multiforme e plastica.
Di recente uscita l'opera In (nessuna) Patagonia, che è insieme un diario di viaggio, un saggio critico e il verbale di un esilio in una terra estrema.

## Opere

### Poesia
- Camera iperbarica (Tam Tam, 1983)
- Fax Giallo (Nola, Il Laboratorio, 1993, poi Rapallo, Zona, 2001, con una nota di Gabriele Frasca)
- Ônne ‘e terra (Napoli, Pironti, 1994, poi Civitella in val di Chiana, Zona, 2003)
- Pinocchio (moviole) (Lecce, Manni, 2000)
- Sparigli marsigliesi (passar d'imago in mago fra i tarocchi)" (Nola, “Il Laboratorio”, 2002, poi Napoli, edizioni d'if, 2003)
- Amarellimerick (Salerno, Oèdipus, 2003)

### Prosa
- Il mite e immite limite, in “Confini” (racconti di fine millennio), (Cava de' Tirreni, Avagliano, 1998)
- Le anatre di ghiaccio (Napoli, l'ancora del mediterraneo, 2004)
- L'uomo avanzato (Firenze, Le Lettere, 2008)
- Dal rumore bianco (Napoli, Ad est dell'equatore, 2012)
- In (nessuna) Patagonia (Napoli, Ad est dell'equatore, 2014)